# Elezioni politiche in Italia del 1900
Le elezioni politiche in Italia del 1900 si sono svolte il 3 giugno (1º turno) e il 10 giugno (ballottaggi) 1900.

## Risultati
| Partito                            | Partito                            | Risultati | Risultati | Risultati | Seggi | Seggi |
| Partito                            | Partito                            | Voti      | %         | ±         | Num   | ±     |
| ---------------------------------- | ---------------------------------- | --------- | --------- | --------- | ----- | ----- |
|                                    | Ministeriali                       | 663 418   | 52,17     | n.d.      | 296   | n.d.  |
|                                    | Opposizione costituzionale         | 271 698   | 21,37     | n.d.      | 116   | n.d.  |
|                                    | Opposizione radicale               | 89 872    | 7,07      | n.d.      | 34    | n.d.  |
|                                    | Partito Socialista Italiano        | 164 946   | 12,97     | n.d.      | 33    | n.d.  |
|                                    | Partito Repubblicano Italiano      | 79 127    | 6,22      | n.d.      | 29    | n.d.  |
|                                    | Voti dispersi                      | 2 531     | 0,20      | n.d.      | 0     | n.d.  |
|                                    |                                    |           |           |           |       |       |
| Iscritti                           | Iscritti                           | 2 248 509 | 100,00    |           |       |       |
| ↳ Votanti (% su iscritti)          | ↳ Votanti (% su iscritti)          | 1 310 480 | 58,28     | n.d.      |       |       |
| ↳ Voti validi (% su votanti)       | ↳ Voti validi (% su votanti)       | 1 271 592 | 97,03     |           |       |       |
| ↳ Schede non valide (% su votanti) | ↳ Schede non valide (% su votanti) | 38 888    | 2,97      |           |       |       |
| ↳ Astenuti (% su iscritti)         | ↳ Astenuti (% su iscritti)         | 938 029   | 41,72     |           |       |       |

I dati sono tratti dalla pubblicazione ufficiale ISTAT e da un'analisi dei risultati per i singoli partiti pubblicata da Augusto Torresin nel 1900.